# Deutsche Taliban Mudschahidin
Als Deutsche Taliban Mudschahidin bezeichnet sich eine kleine, im pakistanisch-afghanischen Grenzgebiet operierende Gruppe von Islamisten, deren Mitglieder in Deutschland aufwuchsen. 
Erste Bekanntheit erlangte die Gruppe im September 2009 mit einer Videobotschaft, in welcher ein Angriff auf Deutschland angedroht wurde. In dem Video mit dem Titel „Der Ruf zur Wahrheit“ richtete sich Ayyub Almani alias Yusuf O. vermummt an das deutsche Volk. Yusuf O. soll im Mai 2009 in die pakistanisch-afghanische Grenzregion ausgereist sein, gegen ihn ermittelt die Bundesanwaltschaft. Der 26-Jährige wurde Medienberichten zufolge am 31. Mai in Wien von Behörden festgenommen und Mitte Juni nach Deutschland ausgeliefert.
Ende April 2010 starb der bekannteste Aktivist der Gruppe, der saarländische Konvertit Eric Breininger, bei einem Gefecht in der Region Nordwasiristan und mit ihm der Berliner Danny R., eine unkenntliche Person und der „Emir“ der Gruppe, der Deutschtürke Ahmet M. Im Januar 2011 meldeten sich die Deutschen Taliban zurück. Ein Mann namens Abdul Fettah Almani wurde zum neuen „Emir“ erklärt. Nach Informationen der taz handelt es sich bei ihm um den deutschen Staatsangehörigen Fatih T. aus Berlin. Dieser hatte 2004 das Abitur absolviert. Im Mai 2009 soll er ins pakistanisch-afghanische Grenzgebiet aufgebrochen sein. Gegen ihn ermittelt die Bundesanwaltschaft wegen Verdachts auf Mitgliedschaft in einer terroristischen Vereinigung. Noch nach seinem Gang ins Terrorlager erhielt er auf sein Konto vom deutschen Staat Bafög überwiesen.